# New village
Les Nouveaux villages (anglais : New villages ; (chinois : 新村 ; pinyin : xīn cūn ; malais : Kampung baru), également connu sous le nom de nouveaux villages chinois (anglais : Chinese new villages ; chinois : 华人新村 ; pinyin : huá rén xīn cūn), étaient des camps d'internement créés pendant les dernières périodes de la colonisation de la Malaisie par l'Empire britannique  (Malaisie britannique, 1826 – 1957). Ces camps avaient initialement été créés dans le cadre du plan Briggs (en), mis en œuvre à partir de 1950 pour isoler les membres de la guérilla de ceux qui les soutenaient au sein des populations civiles rurales pendant l'insurrection indépendantiste et communiste malaise contre le colon britannique, principalement organisée autour de l'Armée de libération des peuples de Malaisie. La majorité étaient entourés de fils barbelés  et de tours de garde pour empêcher les populations de s'en échapper. Les gardes avaient pour ordre de tuer quiconque essayait de sortir du camp pendant le couvre-feu. Ces couvre-feux pouvaient durer 22 heures par jour.